# Copris klapperichi
Copris klapperichi är en skalbaggsart som beskrevs av Vladimir Balthasar 1942. Copris klapperichi ingår i släktet Copris och familjen bladhorningar. Inga underarter finns listade i Catalogue of Life.